# سایپا
سایپا، (سرواژه: شرکت سهامی ایرانی سازنده خودرو (به فرانسوی: Société anonyme iranienne de production des automobile)) شرکت خودروساز ایرانی است که در سال ۱۳۴۴ تٱسیس شد. نخستین خودروهای این شرکت، محصولات شریک فرانسوی آن، سیتروئن، بودند و از سال ۱۳۴۷، سایپا که مقر آن در تهران بود، بسیاری از مدل‌های ژیان را می‌ساخت. شرکت سایپا سپس خودروهای پراید، تیبا، کوییک، ساینا، شاهین و اطلس را تولید کرد.
پس از انقلاب، دولت جمهوری اسلامی شرکت سایپا را در ۱۶ تیر ۱۳۵۸ به‌مالکیت خود درآورد و سایپا، از آذر ۱۳۶۰ زیرنظر سازمان گسترش و نوسازی صنایع ایران قرار گرفت. در سال ۱۳۷۲، تولید خودروی پراید نخستین خودروی سایپا آغاز و در سال ۱۳۸۷ تیبا دومین خودروی ملی ایران که همهٔ اجزای آن ساخت ایران است، رونمایی شد. این خودرو، عرضهٔ محصولات سایپا در ایران را ادامه بخشید اما در دهه‌های ۱۳۸۰ و ۱۳۹۰ سایپا چندین خودروی انحصاری را طراحی و به بازار عرضه کرد که همگی با استقبال مشتریان روبرو شدند: تیبا ۲، ساینا، کوییک و شاهین که بدنهٔ آن برپایهٔ پلتفرم بی تویوتا و پیشرانهٔ آن برپایهٔ پیشرانهٔ پژو ۳۰۱ است، دومین گام ایران برای ساخت خودروی ملی نامیده شد.

## تاریخچه

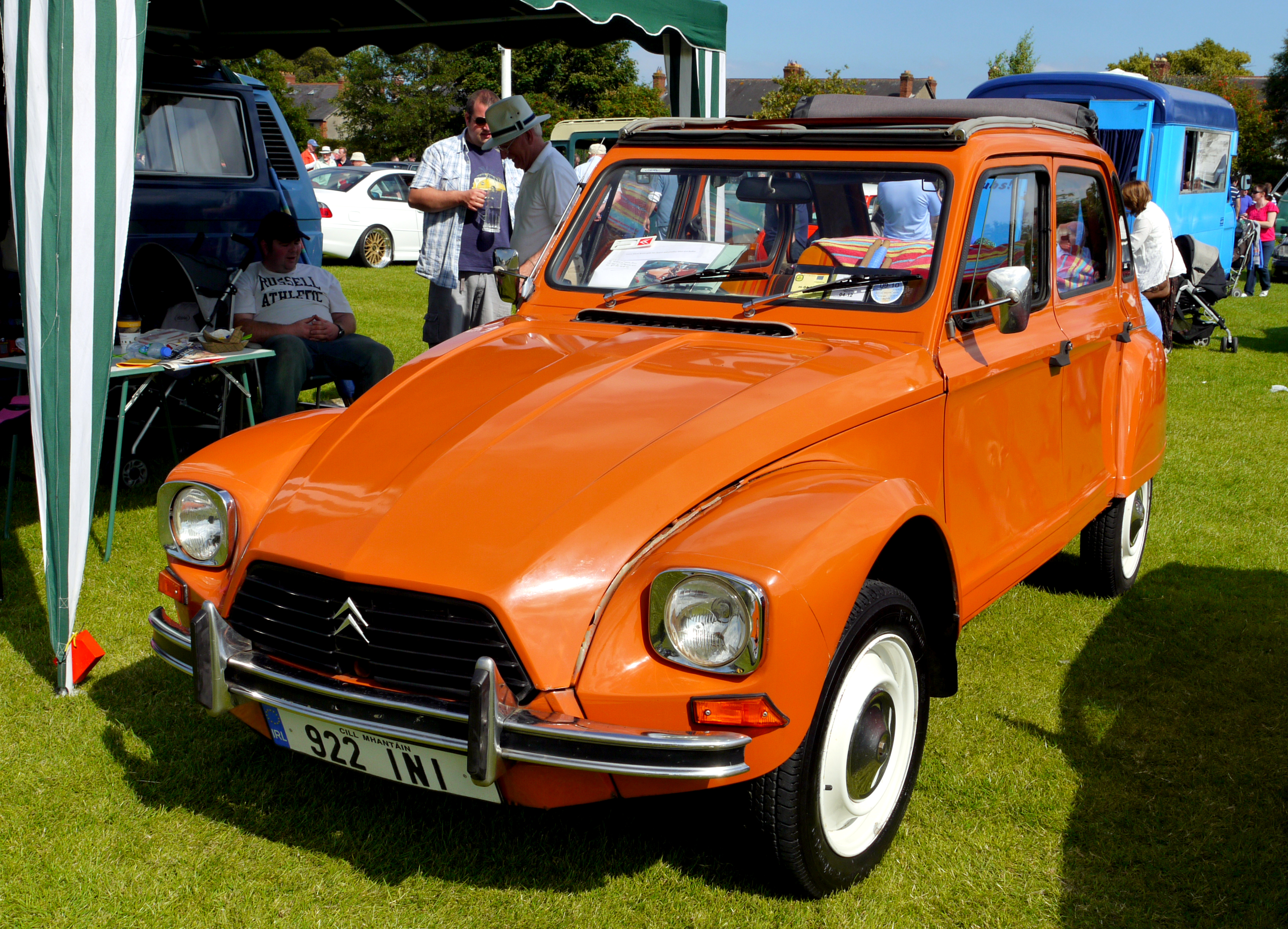
ژیان، نخستین خودروی سایپا که فروش بالایی به دست آورد.

سایپا، در سال ۱۳۴۴ با نام خودروهای شرکت سایپا، وانت آکا و سواری ژیان بودند. تجاری SAIPAC کامل: Société anonyme iranienne de production des automobiles Citroën و با مشارکت خودروساز فرانسوی، سیتروئن بنیان نهاده شد.
این شرکت از سال ۱۳۴۷، انواع مدل‌های ژیان را می‌ساخت. در سال ۱۳۵۲ با یک توافق با شرکت خودروسازی فرانسوی رنو، رنو ۵ در مدل‌های ۲ و ۴ در به بازار عرضه شد. پس از سال ۱۳۵۳، خودروهای ژیان مهاری و ژیان پیکاب نیز در مدل‌های معمولی و دو لوکس ساخته شدند.
در سال ۱۳۵۴، نام شرکت، به نام کنونی آن، سایپا تغییر پیدا کرده است که کوتاه شدهٔ «شرکت سهامی ایرانی تولید اتومبیل» بود.

### انقلاب ۱۳۵۷ تا دههٔ ۱۳۷۰
با وقوع انقلاب ۱۳۵۷، دولت ایران شرکت سایپا را در ۱۶ تیرماه ۱۳۵۸ به مالکیت خود درآورد و سایپا، از آذر ۱۳۶۰ تحت سرپرستی سازمان گسترش و نوسازی صنایع ایران قرار گرفت. در دههٔ ۱۳۶۰، سیاست‌های سایپا بسیار تغییر کرد و برنامه‌های تازه‌ای نیز در سال ۱۳۶۳، برای آیندهٔ این شرکت تنظیم گردید. در سال ۱۳۶۲ نیز وانت نیسان با حجم موتور ۲۰۰۰ سی‌سی به فهرست تولیدات شرکت افزوده شد. در سال ۱۳۶۹ نیز سایپا حجم موتور وانت نیسان را از ۲۰۰۰ به ۲۴۰۰ سی‌سی افزایش داد و یک مدل دوکابین از این خودرو را تولید کرد.

### دههٔ ۱۳۷۰ و تولید پراید

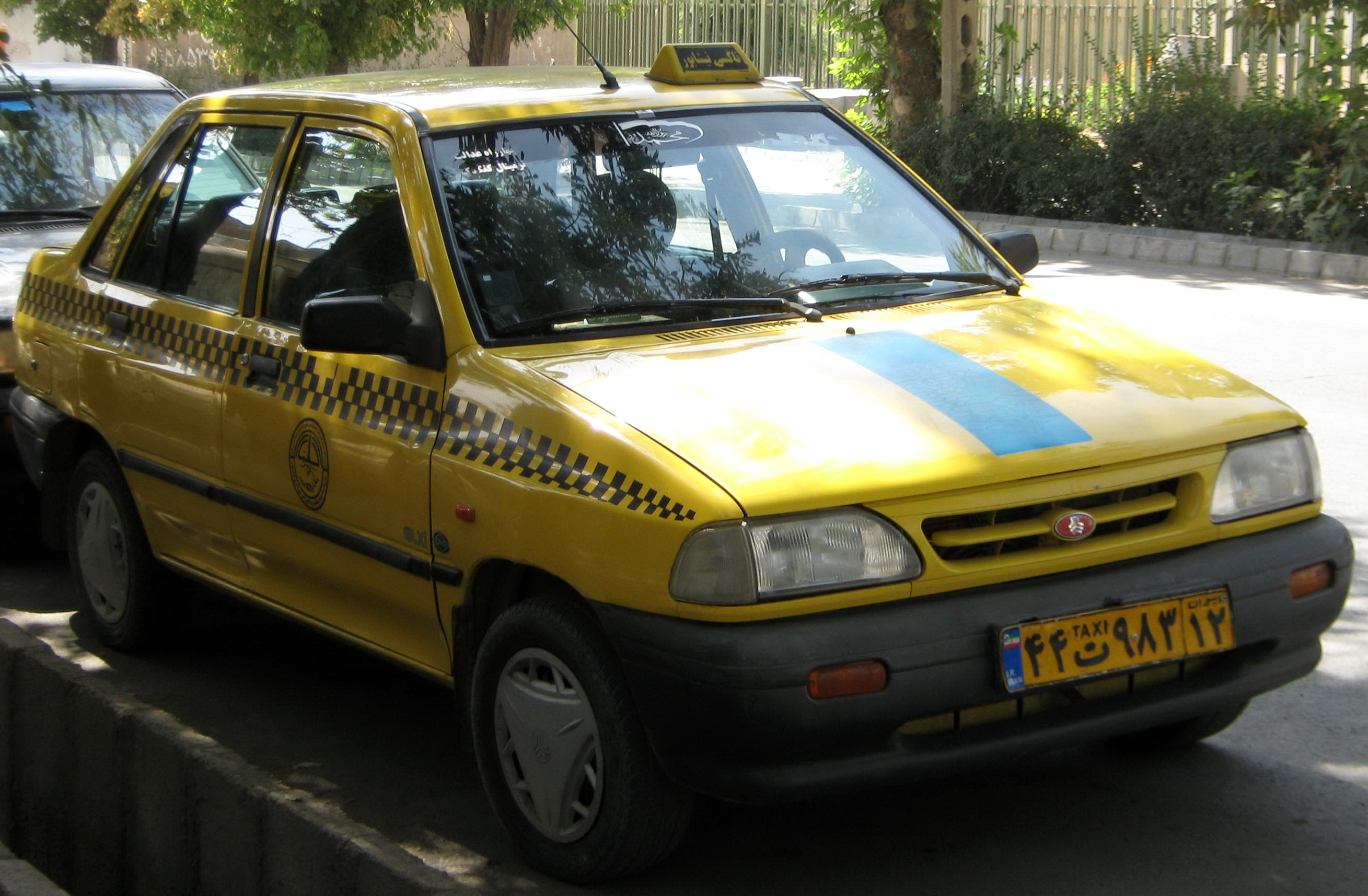
یک پراید ساخته شده توسط سایپا به عنوان تاکسی

در سال ۱۳۷۱، رنو ۲۱ به فهرست تولیدات شرکت سایپا افزوده شد که می‌توانست به رقابت سایپا با ایران خودرو کمک بسیاری کند. در سال ۱۳۷۲، یکی از پرفروش‌ترین خودروهای تاریخ ایران، پراید، برای نخستین بار توسط سایپا در ایران تولید شد. سایپا پراید کاربراتوری را در مقیاس بزرگی به فروش رساند. محصولی که در اصل همان فورد فستیوا، خودروی معرفی شدهٔ سال ۱۹۸۶ است. تولید این خودرو در سایپا تا دههٔ ۲۰۲۰ میلادی، بدون ایجاد تغییرات اساسی ادامه یافت. موضوعی که با انتقاد کارشناسان روبه‌رو شد. همچنین رسانه‌ها و کارشناسان ایرانی بسیاری به ایمنی خودروی پراید ایراد گرفته‌اند.
در سال ۱۳۷۴، سهام شرکت سایپا برای نخستین بار در بورس اوراق بهادار تهران عرضه شد. در سال ۱۳۷۷، این شرکت توانست گواهی نامهٔ ۹۰۰۱ ISO را به دست آورد. از سال ۱۳۷۸ نیز پراید استیشن به فهرست محصولات شرکت اضافه شد. ایجاد خط تولید خودرو کاروان در سال ۱۳۷۹ به پایان رسید و تولید نمونه‌ای از این محصول نیز در همین سال انجام شد.

### دههٔ ۱۳۸۰

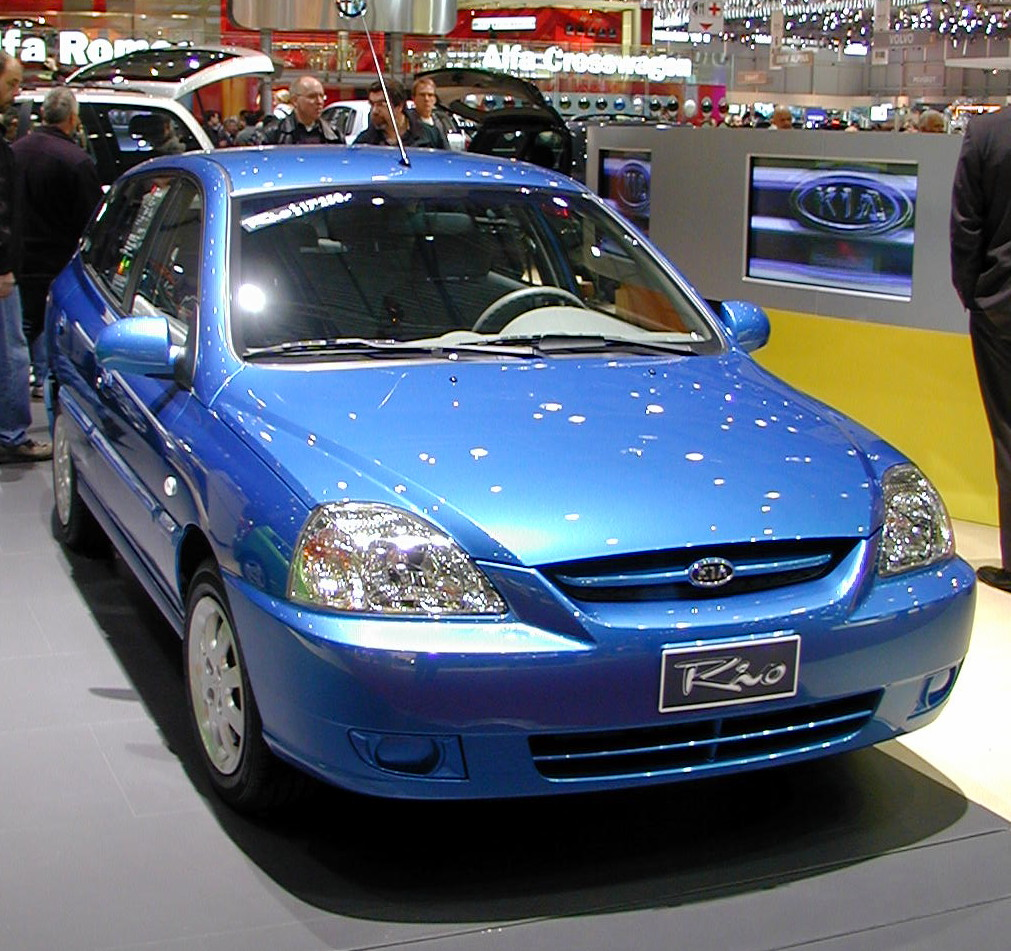
کیا ریو، محصولی از شرکت کیا موتورز کره جنوبی که توسط سایپا نیز در ایران عرضه شد.

در دههٔ ۱۳۸۰، سایپا پیشرفت فراوانی کرد و توانست نخستین خودروی طراحی اختصاصی خود را نیز در همین دهه بسازد. در سال ۱۳۸۱، تولید آزمایشی خودروی پراید ۱۴۱ صورت پذیرفت و معرفی آن به بازار ایران انجام شد. در سال ۱۳۸۲ نیز برای گرفتن استاندارد یورو ۲، موتورهای جدیدی برای پراید در نظر گرفته شد. در سال ۱۳۸۴، نخستین خط تولید کارخانه‌ای خودروهای دوگانه سوز در ایران توسط سایپا ایجاد شد. در سال ۱۳۸۴ همچنین خطوط تولید خودرو ریو، که محصولی از شرکت کیا موتورز کرهٔ جنوبی است، توسط سایپا در ایران بسط یافت.
در سال ۱۳۸۵، خط تولید انواع پراید توسط سایپا در ونزوئلا گسترش یافت. یک سال بعد، در ۱۳۸۶، کارخانه ساخت انواع پراید در کشور سوریه با نام سیویکو ایجاد شد. در سال ۱۳۸۶، تولید و عرضهٔ خودروی رنو، ال ۹۰ در سه تیپ توسط سایپا انجام شد. در همین سال سایپا به تولید و عرضهٔ محصولی مشابه پراید، با نام سایپا ۱۳۲ دست زد. فروش اتوبوس‌های شهری IRIS را نیز سایپا در سال ۱۳۸۶ آغاز کرد.
در سال ۱۳۸۷، چند رویداد مهم برای شرکت سایپا ثبت شد:
- رونمایی از نخستین خودروی سایپا، با نام تیبا[۵]
- رونمایی از وانت ال‌ایکس زامیاد[۵]
- گشایش خط تولید انبوه موتور ال ۹۰[۵]
- گشایش خط تولید رنو مگان[۵]
- گشایش خط تولید کیا ریو با گیربکس اتوماتیک[۵]

دی ماه ۱۳۸۷ به موجب قانون بودجهٔ ایران، ۵۱٪ درصد از سهام این شرکت، در بورس واگذار گردید. سازمان گسترش و نوسازی صنایع ایران که یکی از سازمان‌های زیرمجموعهٔ وزارت صمت است نیز با داشتن ۳۵٫۷۵٪ درصد از سهام شرکت سایپا، بزرگ‌ترین سهام‌دار این شرکت است. در سال ۱۳۸۹ نیز کارخانهٔ سایپا کاشان، با ظرفیت تولید سالانه ۱۵۰۰۰۰ خودرو راه‌اندازی گردید. رونمایی از نخستین کامیون شکل یافتهٔ داخلی شرکت سایپا دیزل نیز در همین سال انجام شد. در این دوران سایپا توانست رکوردشکنی‌هایی نیز در زمینهٔ شمار تولید خودرو انجام دهد.

#### تیبا، نخستین خودروی انحصاری

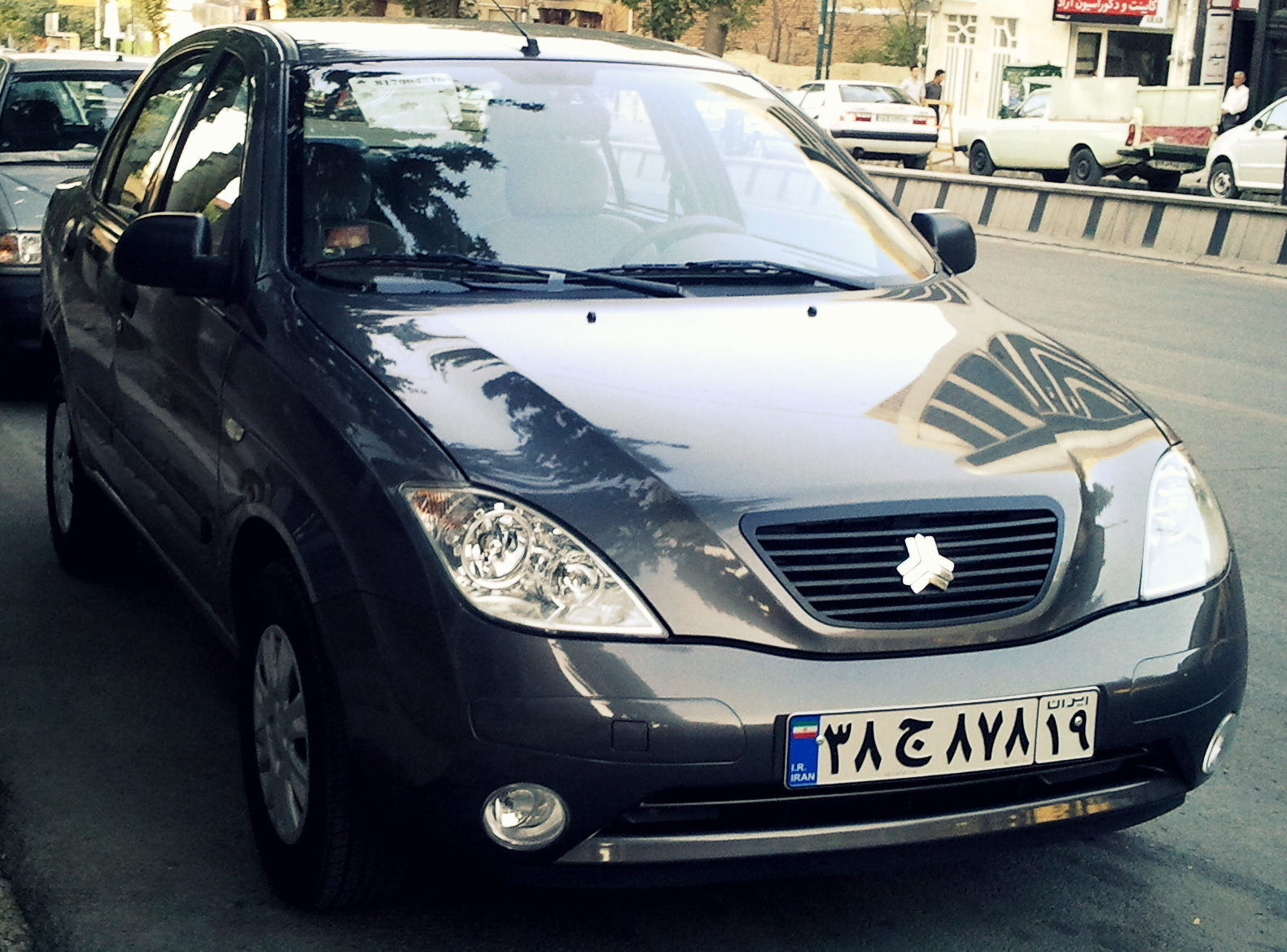
تیبا، نخستین خودروی سایپا که دومین خودروی ملی نامیده شد. (معرفی: ۲۰۰۸)

خودروی تیبا نخستین خودروی انحصاری سایپا است که در سال ۱۳۸۷ رونمایی شد. تیبا که همهٔ اجزای آن از جمله موتور، ساخت ایران است، دومین گام ایران برای ساخت خودروی ملی نامیده شد. پیش از این، رسانه‌ها تنها به سمند، محصول انحصاری ایران خودرو چنین اشاراتی می‌کردند. سایپا اعلام کرد که در تولید این خودرو، از مشاوران خارجی نیز بهره گرفته است. این خودرو از همان ابتدا قرار شد که به عنوان خودرویی ارزان به فروش برسد. دنیای اقتصاد، این خودرو را در تاریخ خودرو سازی ایران بسیار مهم دانست و در گزارش‌های رسانه‌ها آمده است که مالکیت این خودرو به شکل کامل در اختیار سایپا است. نخستین خودروی سایپا، توانست به سرعت در بازار محبوبیت کسب کند. سایپا سپس خودروهای دیگری را نیز بر پایهٔ تیبا ساخت که آن‌ها نیز از فروش خوبی برخوردار بودند.

### دههٔ ۱۳۹۰
در سال ۱۳۹۰، خط تولید گروه خودرو سازی سایپا در کشور سودان راه‌اندازی شد و در سال ۱۳۹۱ نیز از محصولات جدیدی از جمله: تیبا ۲، سایپا ۱۵۱ و ایکس۱۰۰ رونمایی شد. در سال ۱۳۹۲، محصول اختصاصی دیگری با عنوان ساینا رونمایی شد که به شکل اختصاصی توسط سایپا طراحی شده بود. در دههٔ ۱۳۹۰، محصولات گوناگونی از شرکت‌های خارجی توسط سایپا برای عرضه به بازار آماده شدند، با این حال سایپا در تلاش بود خودروهای اختصاصی خود را نیز طراحی و تولید کند.

در سال ۱۳۹۷، این شرکت از خودرویی با کلاس کامپکت با نام سایپا شاهین رونمایی نمود. هرچند که مشخصات فنی همانند موتور، در اوایل به شکلی گیج کننده معرفی شدند، اما این خودرو نیز به شکلی انحصاری، ویژهٔ سایپا طراحی شده بود و کارشناسان باور داشتند که این خودرو توان فروش خوبی دارد. بر اساس اعلام شرکت سایپا، سایپا شاهین (با نام پیشین رهام) توسط مهندسین این شرکت طراحی و ساخته شده است.

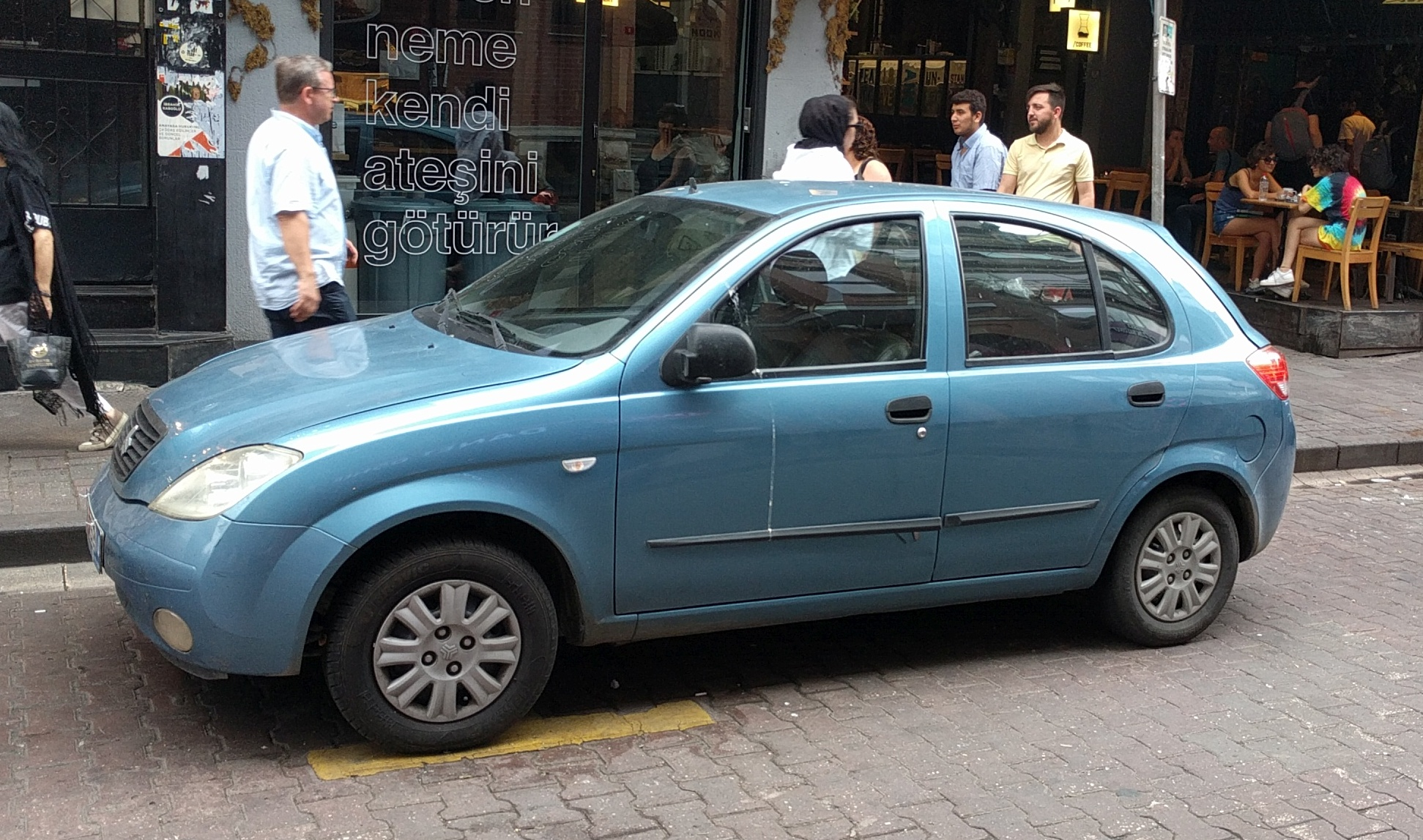
تیبا ۲
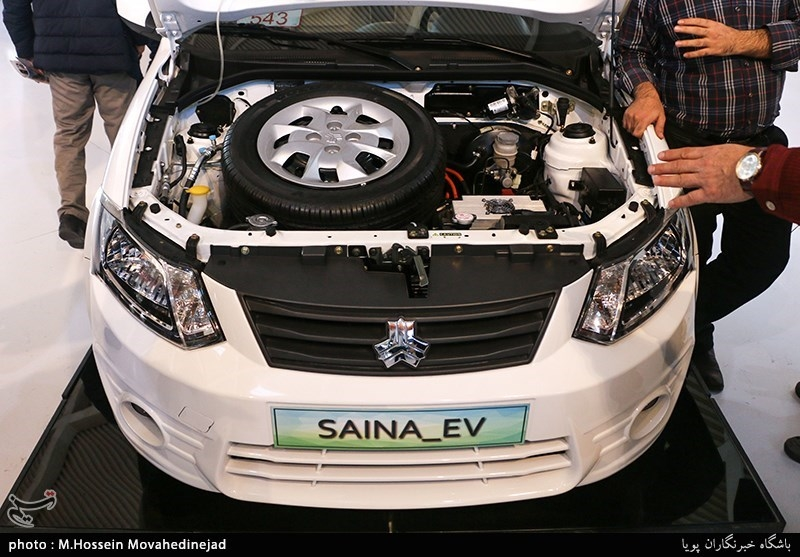
ساینا الکتریکی
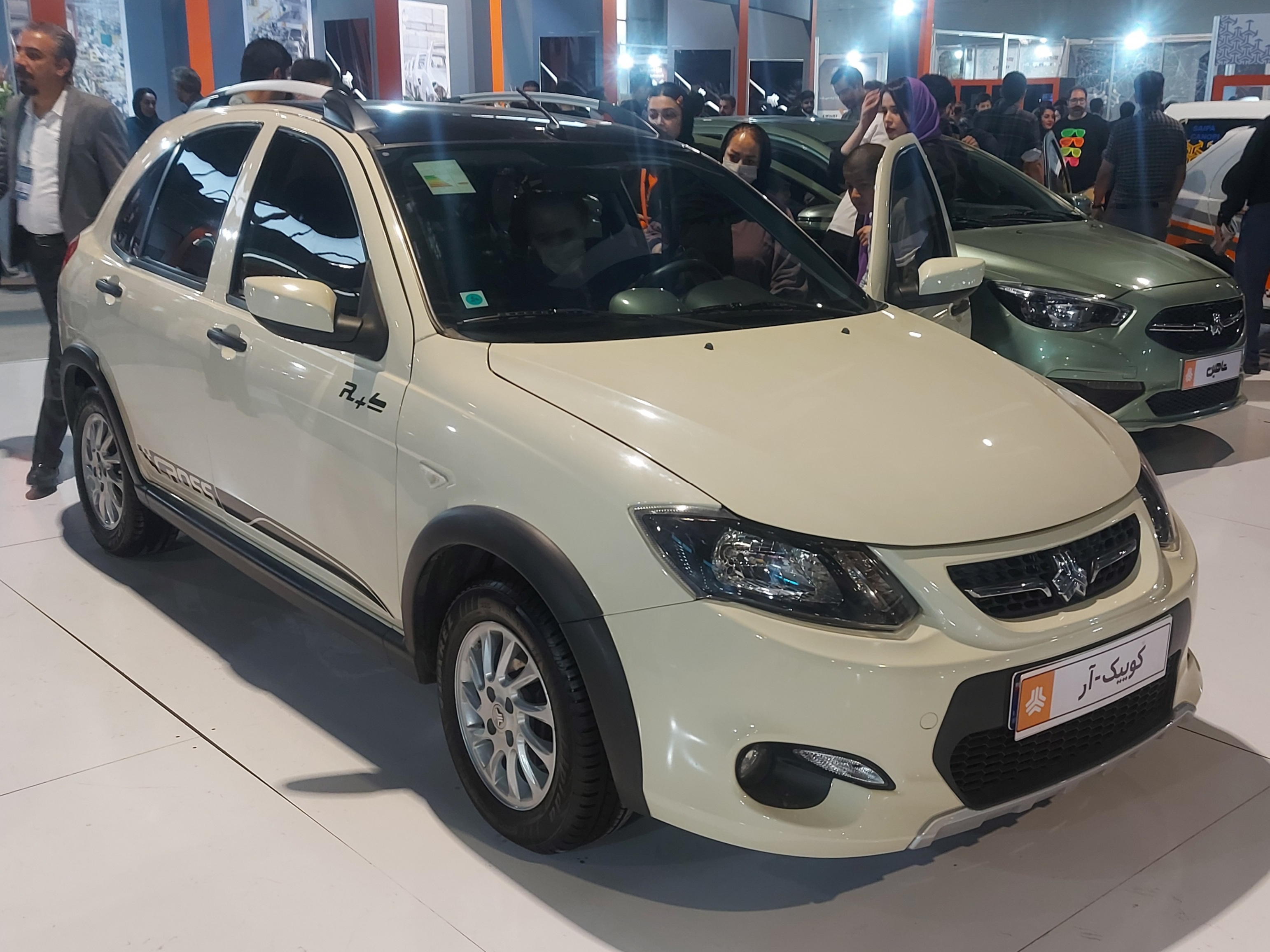
کوییک آر پلاس
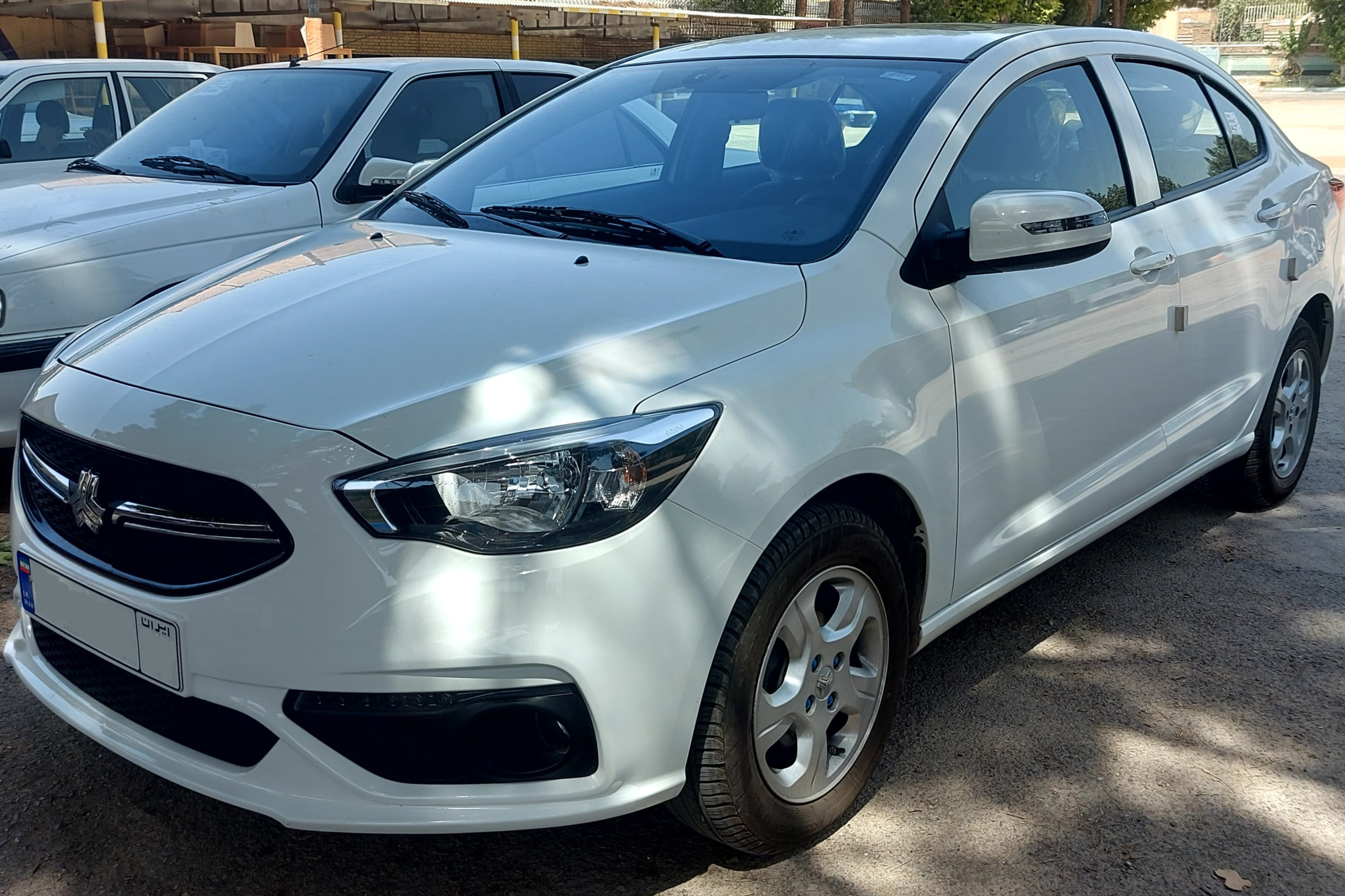
شاهین

## ریشه‌یابی نام
نام شرکت در سال ۱۳۴۵ «شرکت سهامی تولید اتومبیل سیتروئن ایران» بود. این شرکت در اوایل سال ۱۳۵۴ به «شرکت سهامی ایرانی تولید اتومبیل» برگرفته از عبارت "Société Anonyme Iranienne de Production Automobile" تغییر نام داد. البته در سردر این شرکت به جای واژه "Société" واژه "Société" نقش بسته است. در کتاب «آخرین سفر شاه» نوشتهٔ ویلیام شوکراس با اشاره به اشرف نوشته شده است: «در محافل درباری به او «سایپا» لقب داده بودند که در زبان فرانسه حروف نخست عنوان رسمی او «والاحضرت شاهدخت اشرف پهلوی» -Son Altesse Impériale La Princesse Ashraf- است».

## از دیدگاه قانونی و بازرگانی
| سهامداران عمده سایپا در پایان روز معاملاتی ۱۴۰۰/۵/۱۷ | سهامداران عمده سایپا در پایان روز معاملاتی ۱۴۰۰/۵/۱۷ | سهامداران عمده سایپا در پایان روز معاملاتی ۱۴۰۰/۵/۱۷ | سهامداران عمده سایپا در پایان روز معاملاتی ۱۴۰۰/۵/۱۷ | سهامداران عمده سایپا در پایان روز معاملاتی ۱۴۰۰/۵/۱۷ |
| ---------------------------------------------------- | ---------------------------------------------------- | ---------------------------------------------------- | ---------------------------------------------------- | ---------------------------------------------------- |
| سهامدار                                              | سهامدار                                              |                                                      | درصد                                                 | درصد                                                 |
| سازمان گسترش و نوسازی صنایع ایران                    | سازمان گسترش و نوسازی صنایع ایران                    |                                                      | ۱۷٫۳۰٪                                               | ۱۷٫۳۰٪                                               |
| شرکت سرمایه‌گذاری گروه صنعتی رنا                      | شرکت سرمایه‌گذاری گروه صنعتی رنا                      |                                                      | ۱۶٫۳۳٪                                               | ۱۶٫۳۳٪                                               |
| صندوق بازنشستگی کارکنان فولاد                        | صندوق بازنشستگی کارکنان فولاد                        |                                                      | ۱۵٫۶۰٪                                               | ۱۵٫۶۰٪                                               |
| شرکت پیشگامان بازرگانی ستاره تابان                   | شرکت پیشگامان بازرگانی ستاره تابان                   |                                                      | ۹٫۷۳٪                                                | ۹٫۷۳٪                                                |
| شرکت گروه سرمایه‌گذاری سایپا                          | شرکت گروه سرمایه‌گذاری سایپا                          |                                                      | ۸٫۸۲٪                                                | ۸٫۸۲٪                                                |
| شرکت تجارت الکترونیک خودرو تابان                     | شرکت تجارت الکترونیک خودرو تابان                     |                                                      | ۲٫۹۸٪                                                | ۲٫۹۸٪                                                |
| شرکت سرمایه‌گذاری و توسعه صنعتی نیوان ابتکار          | شرکت سرمایه‌گذاری و توسعه صنعتی نیوان ابتکار          |                                                      | ۱٫۲۶٪                                                | ۱٫۲۶٪                                                |

سایپا قانوناً یک شرکت سهامی عام بوده و سهام آن در بازار بورس اوراق بهادار تهران معامله می‌شود. هرچند دولت در ظاهر سهم کمی در آن دارد اما در حقیقت بازیگران دولتی و شبه‌دولتی نقش بسیار پررنگی در حاکمیت و مدیریت آن دارند.
سازمان گسترش و نو سازی صنایع ایران همچنان بیشترین سهم را در میان صاحبان عمدهٔ این شرکت دارد.
شرکت سایپا با یک برنامهٔ پیچیده توانسته ظرف چند سال پدیدهٔ سهام‌داری چرخه‌ای را محقق کرده و سهام خود را توسط شرکت‌های زیرمجموعهٔ خودش تحت کنترل بگیرد. مطابق بررسی روزنامه دنیای اقتصاد در دی ۱۳۹۶، در مجموع ۴۲٫۹۵٪ سهام این سایپا در اختیار شش شرکت بود، که عمده سهام خود آن‌ها در مالکیت سایپا و شرکت‌های زیرمجموعه‌اش بوده است: در آن زمان سایپا مالک ۵۵٪ گروه صنعتی رنا، ۷۳٪ شرکت سرمایه‌گذاری سایپا و ۹۸٪ سهام شرکت توسعهٔ سرمایه رادین بود، در حالی که حاکمیت مدیریتی شرکت‌های پیشگامان ستاره تابان، تجارت الکترونیک خودرو تابان و سرمایه‌گذاری و توسعه صنعتی نیوان ابتکار را نیز در اختیار داشت.

## برند سایپا
برند سایپا در سال ۱۳۹۲، در دهمین جشنوارهٔ ملی قهرمانان صنعت ایران، به‌عنوان یکی از ۱۰۰ برند برتر این کشور شناخته شد. علی شیخ زاده با تایید هیئت مدیره گروه خودروسازی سایپا به‌عنوان مدیرعامل جدید این شرکت معرفی شد.

## فساد و مافیا

### اتهام فساد مالی
در مهرماه ۱۳۹۰ نادر قاضی پور، رئیس هیئت تحقیق و تفحص از گروه خودروسازی سایپا در مجلس شورای اسلامی، در نامه‌ای به دادستان تهران خواستار ممنوع‌الخروجی رئیس و اعضای هیئت‌مدیره این شرکت شد و اعلام نمود که هیچ نظارت دقیقی بر گردش مالی ۱۰ هزار میلیارد تومانی سایپا وجود ندارد، بنابراین پرونده اختلاس در سایپا اگر مهم‌تر از اختلاس ۳ هزار میلیارد تومانی در ایران نباشد، کم‌تر نیست.

### عدم شفافیت
برخی قطعه‌سازان ایرانی، در هنگام شدت‌گیری تورم با هدف فشار بر دولت جهت افزایش‌دادن قیمت فروش کارخانه‌ای خودرو، برای مدتی از تأمین قطعاتی که در انحصار تولید یا واردات آن‌ها بوده است، خودداری کرده‌اند و بدین وسیله شمار خودروهای ناقص را در انبارهای خودروسازان افزایش داده‌اند که این کاهش عرضه خودرو به بازار عملاً، باعث افزایش قیمت‌ها در بازار خودرو شده است. در واقع کاهش عرضهٔ خودروها به بازار، منجر به ایجاد مابه‌التفاوت‌های بسیار میان قیمت کارخانه و بازار شده است؛ تا به‌وسیله این تفاوت، جذابیت کاذبی برای خریداران ایجادشده و آنان را متقاعد به ثبت‌نام برای خرید خودروها با قیمت کارخانه‌ای کنند. از این مسئله با نام گروگان‌گیری خط تولید یاد می‌شود که ناشی از عدم شفافیت در صنعت خودروسازی ایران تلقی شده است. خودروهای ناقص تولیدشده، معمولاً رفع نقص نگردیده و با نقص‌هایی جزئی و تنها جهت کسب عنوان خودروی ناقص، برای گریز از فروش به قیمت کارخانه‌ای، به قیمت‌هایی نزدیک به قیمت‌های بازار و به‌صورت مزایده‌ای توسط خودروسازان به‌فروش می‌رسند.
ترفند مافیای خودرو برای افزایش قیمت‌های بازاری خودروها و بالطبع نزدیک‌کردن قیمت‌های کارخانه‌ای به آنان، افزون‌بر تولید خودروهای ناقص، تحمیل ممنوعیت یا تعرفه‌های سنگین واردات خودرو یا محدودسازی آن به واردات شمار اندکی از خودروهای خارجی نسبت به تقاضای بازار، از راه نفوذ یا فشار بر نهادهای بالادستی مانند دولت، مجلس، شورای نگهبان و مجمع تشخیص مصلحت نظام بوده است؛ به‌گونه‌ای‌که همواره میزان تقاضای خودرو در بازار ایران بسیار بیش از جمع عرضهٔ آن توسط خودروسازان و واردکنندگان بوده که بنابر قانون عرضه و تقاضا، منجر به افزایش سرسام‌آور و همیشگی قیمت‌های بازاری خودرو و بالطبع ایجاد وسیله‌ای برای اقناع افکار عمومی و توجیه افزایش قیمت‌های کارخانه‌ای گردیده است. به‌طوری‌که تقاضای خودرو در بازار ایران در حدود ۱٫۶ تا ۲ میلیون دستگاه خودرو در سال است درحالی‌که معمولاً جمع میزان تولید و واردات آن کم‌تر از یک میلیون دستگاه در سال بوده که این فاصله میان عرضه و تقاضا، منجر به افزایش قیمت‌های بازار و فاصله‌گرفتن آنان از قیمت‌های کارخانه‌ای شده است.
از زمان آغاز اجرای خصوصی‌سازی در ایران، کارخانه‌های قطعه‌سازی زیرمجموعهٔ خودروسازان، تحت عناوینی مانند فروش اموال مازاد، از شرکت‌های مادر جدا شده و به‌شکل شرکت، واگذار گردیدند که باعث افزایش قیمت تمام‌شده خودرو، ایجاد کرسی‌های جدید هیئت‌مدیره برای دریافت حقوق مسئولان و وابستگان آنان، شکل‌گیری توافقات خرید قطعه میان شرکت‌های قطعه‌ساز و خودروسازان؛ بالطبع فاکتورسازی و فسادهای مربوط گردیده است.
طبق قانون جمهوری اسلامی ایران، همه شرکت‌های بورسی موظف به انتشار صورت‌های مالی و قراردادهای خود در سامانه کدال هستند اما در سامانه کدال همواره تنها کلیات درج می‌شود؛ به مفهوم اینکه در صورت‌های مالی خودروسازان تنها قیمت تمام‌شده خودروی مربوط و قیمت فروش آن درج می‌شود؛ بنابراین فهرست قطعات خریداری‌شده توسط خودروساز و شرکت‌های تابعهٔ آن، مشخصات و قیمت هر قطعه و نام اشخاص یا شرکت‌های فروشنده قطعات تولیدی یا وارداتی موردنظر به خودروساز در سامانه درج نمی‌گردد.
همین امر موجب رانت برخی شرکت‌های قطعه‌ساز، فاکتورسازی و فساد گسترده در خریداری قطعات به بهای چندین برابر و افزایش قیمت‌های تمام‌شده خودروها به میزان گاه چندبرابری قیمت‌های بازار مجموع قطعات و زیان‌دهی هنگفت سهامداران بورسی خودروسازان منجر شده است به طوری‌که دو خودروساز بزرگ ایران اکنون هریک بیش از صدهزارمیلیارد تومان زیان انباشته دارند اما برخی قطعه‌سازان ایرانی که به رانت نیز متهم‌اند؛ همچنان سهامداران اصلی این دو شرکت زیان‌ده هستند. از این مسئله در ادبیات رسانه‌ای ایران بیشتر با نام مافیای خودرو یاد می‌شود و برخی مدعی هستند که مافیای خودرو در وزارتخانه‌ها و مجلس نیز صاحب نفوذ است.
به‌علاوه استخدام اعضای خانواده، بستگان و دوستان نمایندگان مجلس، وزرا، مدیران دولتی، مسئولان قضایی و فرماندهان نظامی در شرکت‌های تابعهٔ خودروسازان و پرداخت حقوق‌های نجومی به آنان؛ دلیل اصلی نفوذ مافیای خودرو در دستگاه‌های مختلف، همچنین دلیل یک‌پنجم زیان‌های خودروسازان تلقی شده است. البته این پدیده در دیگر شرکت‌های تحت تملک یا مدیریت وزارت صمت، شرکت‌های بانک‌ها، شرکت‌های تابعهٔ وزارت نفت، شرکت‌های تابعهٔ سازمان تأمین اجتماعی و شرکت‌های صندوق‌های بازنشستگی کشوری و لشکری نیز گزارش شده است؛ چنین روابطی با امتیازگیری دوجانبه میان مسئولانی مانند نمایندگان مجلس و وزرا شکل‌گرفته که حتی گاه مانع از استیضاح وزرای متهم به فساد یا بدون کارنامه نیز شده است. گاهی نیز به‌شکل وارونه، برکناری مدیر با تحت‌فشار گذاشتن مقام بالادستی وی یا استیضاح وزیر از سوی مجلس خود ناشی از ندادن امتیازهای این‌چنینی به برخی مسئولان و وابستگان آنان بوده است. اما همواره این گونه از فساد در خودروسازی رایج‌تر از دیگر صنایع بوده است.
افزون‌بر تولید و واردات قطعات و سهام‌داری در شرکت‌های خودروسازی، مافیای خودرو در زمینهٔ مونتاژ خودروهای خارجی در ایران نیز فعال است. این مافیا با به‌کارگیری نفوذ خود توانسته خودروهای خارجی به‌ویژه خودروهای چینی را با قیمت‌هایی دراندازهٔ سه تا چهار برابر قیمت‌های جهانی آنان در ایران به‌فروش برساند.

## ضعف در کیفیت خودرو
به‌دلیل مدیریت دولتی و همچنین انحصار ناشی از تعرفه‌های وارداتی، این شرکت دچار عقب‌ماندگی در فناوری‌ها و امکانات خودرو شده است که از این دست می‌توان به موارد زیر اشاره کرد:

### عقب‌ماندگی در حوزه پیشرانه
باوجود آنکه در خودروسازی روز جهان، شرکت خودروسازی یافت نمی‌شود که حتی تولیدکننده یک مدل خودرو با حجم موتور بیش از ۲ لیتر نباشد؛ اما ایران‌خودرو و سایپا به‌دلایل فوق، همچنین به‌دلیل فشار دولت‌ها بر خودروسازان جهت جلوگیری از تولید خودروها با موتور قوی که خود به‌دلیل تملک پالایشگاه‌ها توسط دولت‌ها و شبه‌دولت‌ها و تلاش آنان برای صادرات بنزین و خودکفایی در سوخت می‌باشد؛ به‌علاوه، عدم سرمایه‌گذاری خودروسازان ایران در تحقیق و توسعه و احداث مراکز پژوهشی در دانشگاه‌ها و ارتباط با استادان آنان در حوزه توسعه موتورهای قدرتمند و به‌روز، این شرکت‌ها در این زمینه دچار عقب‌ماندگی جدی گردیده‌اند.

### عقب‌ماندگی در حوزه گیربکس

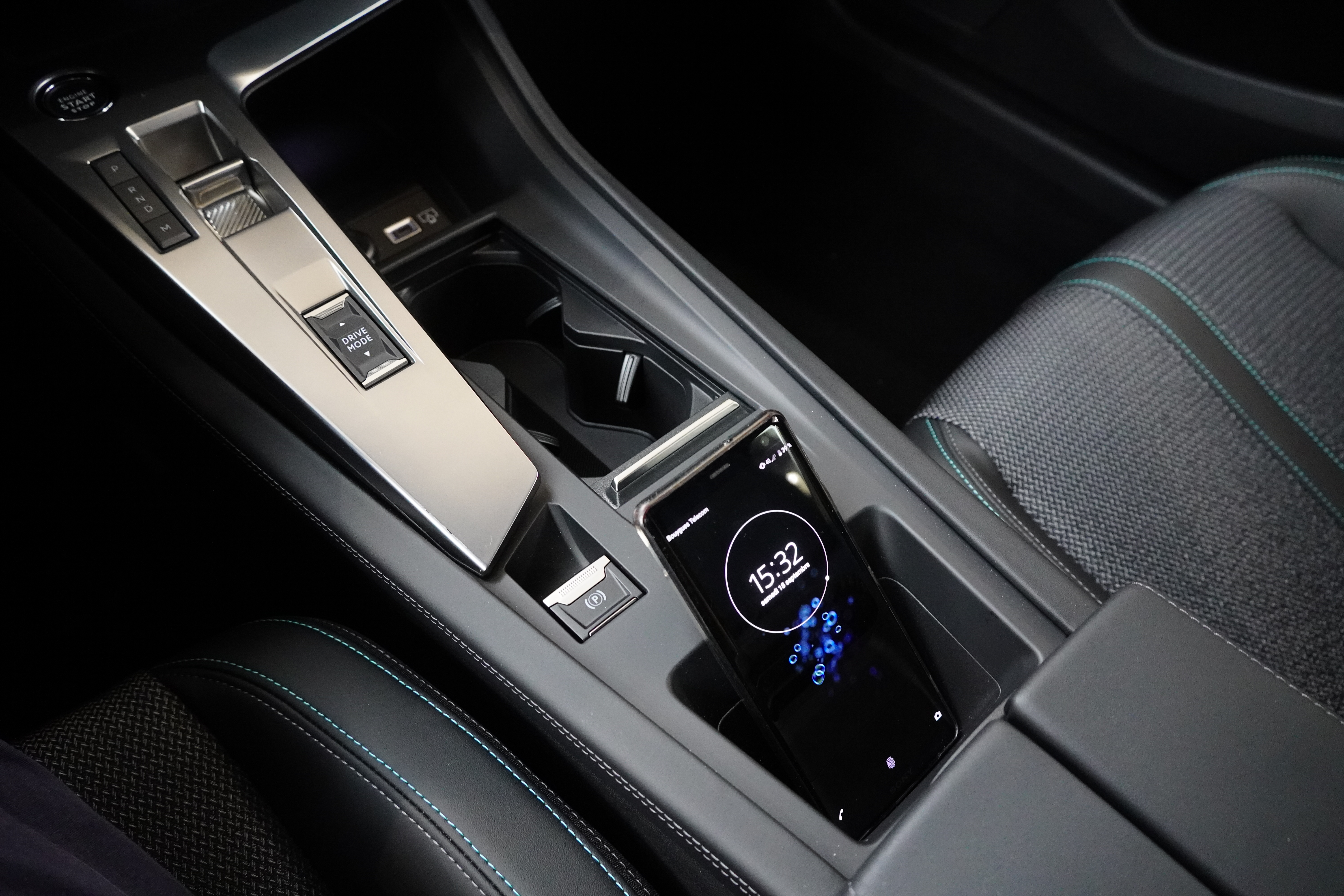
پژو ۳۰۸ نسل سه مدل ۲۰۲۱، در بیشتر خودروهای کنونی اهرم دنده اتوماتیک جای خود را به چند دکمه داده است.

امروزه در بازار جهانی به‌ندرت خودرویی با گیربکس دستی می‌توان یافت؛ به‌طوری‌که، در سال ۲۰۱۶ کم‌تر از ۳٪ خودروهای فروخته‌شده در ایالات متحده، از گونه دنده دستی بودند. به‌علاوه در بیشتر خودروهای روز جهان حتی اهرم دنده‌های اتوماتیک نیز حذف گردیده و جای خود را به چند دکمه در کنار نمایشگر یا سامانه تهویه خودرو داده است. اما ایران‌خودرو و سایپا تاکنون حتی موفق به طراحی و ساخت گیربکس اتوماتیک ۴-سرعته نسل اول هم نشده‌اند و هنوز خودروهای خود را با گیربکس دستی روانه بازار می‌کنند.

### عقب‌ماندگی در حوزه تزئینات و امکانات رفاهی
همه مدل‌های خودروی پرفروش و به‌روز جهان از امکاناتی مانند گرمایش و سرمایش صندلی، گرم‌کن فرمان، صندلی برقی، کنترل پیمایش سازگار، سامانه پارک خودکار، ماساژور صندلی و حسگر باران و نور برخوردار هستند درحالی‌که در خودروهای تولیدی ایران‌خودرو و سایپا بسیاری از امکانات خودروهای دهه ۱۹۹۰ نیز وجود ندارد.

### عقب‌ماندگی در حوزه ایمنی
درحالی‌که در خودروهای کنونی جهان، شاید نتوان خودرویی را یافت که کم‌تر از ۶ ایربگ داشته باشد. همچنین اکنون شرکت‌های مطرح خودروسازی مانند تویوتا، بنز، ب‌ام‌و، جنرال موتورز و غیره خودروهای خود را به بیش از ۱۰ ایربگ مجهز کرده‌اند اما بیشتر خودروهای ایرانی از تنها دو ایربگ برخوردار هستند. به‌علاوه از نظر استحکام بدنه نیز خودروهای ایرانی در پایین‌ترین درجه قرار دارند. عقب‌ماندگی و ضعف خودروهای ایرانی در حوزه ایمنی اصلی‌ترین عامل مرگ سالانه ۱۶۰۰۰ تا ۲۸۰۰۰ نفر در تصادف‌های جاده‌ای ایران بوده است.

## قطعات
سایپا مالک صددرصدی شرکت مگاموتور است که سازندهٔ موتور، گیربکس و اکسل خودروهای سایپا، زامیاد و پارس‌خودرو می‌باشد؛ به‌علاوه مگاموتور خود مالک صددرصدی شرکت مالیبل سایپا است که تولیدکنندهٔ قطعات اصلی ریخته‌گری و آهنگری اکسل، گیربکس و موتورهای سایپا، پارس‌خودرو و زامیاد است.
سایپا در زمینهٔ تولید شیشهٔ خودرو نیز مالک نزدیک به هفتاد درصد از سهام شرکت سایپا شیشه می‌باشد که مهم‌ترین تولیدکنندهٔ شیشه‌های خودرو در خاورمیانه است.
همچنین سایپا دارندهٔ بیشتر سهام کمک‌فنر ایندامین، پلاسکوکار سایپا و سایپا آذین می‌باشد که به ترتیب تولیدکنندهٔ کمک‌فنر و سامانه تعلیق، قطعات پلاستیکی، و صندلی و رودری خودروهای سایپا و دو خودروساز تابعهٔ آن هستند.

## محصولات و خدمات
سایپا تاکنون با چندین شرکت خودروسازی اروپایی و آسیایی از جمله کیا موتورز کرهٔ جنوبی، رنو و سیتروئن فرانسه، نیسان ژاپن و چانگان موتورز و زوتی اتو چین در زمینهٔ تولید و مونتاژ خودرو همکاری داشته و از آغاز دههٔ ۱۳۹۰ خورشیدی محصولاتی مانند تیبا، ساینا و کوئیک را به‌عنوان خودروهای بومی طراحی و تولید کرده است. پرفروش‌ترین محصول سایپا، پراید است که در ۹ ماه نخست سال ۱۳۹۶ با فروش بیش از ۱۵۰ هزار دستگاه، به‌عنوان پرفروش‌ترین خودروی تولیدی بازار داخلی ایران شناخته‌شد. پراید در سال ۱۳۹۸ نیز همچنان پرفروش‌ترین خودروی داخلی در بازار ایران بود، اما در سال ۱۳۹۹ با تعطیلی خط تولید پراید، فروش کلی محصولات سایپا نیز روند نزولی را پیش گرفت.

#### محصولات جاری
| نام       | تصویر | سال تولید |
| --------- | ----- | --------- |
| سایپا ۱۵۱ |       | ۱۳۹۲      |
| کوییک     |       | ۱۳۹۶      |
| شاهین     |       | ۱۳۹۷      |
| ساینا اس  |       | ۱۳۹۹      |
| اطلس      |       | ۱۴۰۲      |
| سهند      |       | ۱۴۰۲      |

| نام                | تصویر | سال تولید |
| ------------------ | ----- | --------- |
| آریا               |       | ۱۴۰۴      |
| سیتروئن سی۳-ایکس‌آر |       | ۱۴۰۴      |
| پاژ                |       | ۱۴۰۴      |

## سایپا یدک
سایپا یدک برای تهیه قطعات یدکی و ارائهٔ خدمات پس از فروش به خودروهای ساخت شرکت سایپا، در اسفند ۱۳۷۰ بنیان‌گذاری شد. این شرکت دارای نمایندگی‌هایی در سراسر ایران است و نوبت‌دهی اینترنتی نیز دارد.

## پلتفرم‌ها

#### ایکس۱۰۰
– پلتفرم ایکس۱۰۰ سایپا برای ارتقای ایمنی و بهبود کیفیت برخی امکانات مانند روشنایی و امکانات داخلی در اوایل دههٔ ۱۳۹۰ معرفی شد. از این پلتفرم برای ساخت خودروهای خانوادهٔ پراید به‌کارگرفته می‌شود.

#### ایکس۲۰۰
– این پلتفرم که ترکیبی از پلتفرم پراید و کیا ریو ۲۰۰۲ بوده و توسط سایپا طراحی شده است، همانند پلتفرم اس‌پی۱۰۰ این پلتفرم نیز برای ساخت خودروهای کامپکت کاربرد دارد. پلتفرم ایکس۲۰۰ نخستین‌بار برای ساخت خودروی تیبا به‌کارگرفته شد. مدل‌های تیبا۲، ساینا و کوئیک دیگر مدل‌های ساخته‌شده بر پایهٔ پلتفرم ایکس۲۰۰ هستند.همچنین اطلس و سهند آخرین خودروهایی بودند که بر اساس این پلتفرم طراحی شدند.

#### اس‌پی۱۰۰
– این پلتفرم که از سال ۱۳۹۷ تاکنون توسط سایپا به‌کارگرفته‌شده، نمونهٔ ارتقایافتهٔ پلت‌فرم بی تویوتا است که در خودروی تویوتا بلتا استفاده شده است. سایپا از این پلتفرم برای تولید خودروهای کامپکت خود استفاده می‌کند که نخستین آنان شاهین بوده است.

### ایمنی
بیشتر محصولات تولیدی خودروسازان ایرانی از ایمنی کمی برخوردار هستند. بر پایهٔ گزارش کمسیون اصل ۹۰ مجلس شورای اسلامی از میان بیش از ۱۶٬۰۰۰ مرگ ناشی از تصادف‌های جاده‌ای در سال ۱۳۹۹، شمار ۵۴۴۱ مرگ برای سرنشینان خودرو پراید ساختهٔ شرکت سایپا و ۳۸۶۶ مرگ برای سرنشینان پژو ۴۰۵ بوده‌اند. همچنین ایران به‌دلیل نقص ایمنی خودروها، سالیانه ۳۰۰٬۰۰۰ مصدوم داشته است که ۴۰ درصد این آسیب‌های حاصل از تصادفات جاده‌ای، بنابر گزارش پلیس راهور ایران، به‌دلیل ضعف بدنه خودرو بوده است.
نکته عجیب اینجاست که با تمام این ضعف‌ها و موارد غیر ایمنی هنوز واردات خودرو حتی خودرو دست دوم در سایه ابهام قرار دارد.

## مدیران سایپا
| نام                | آغاز فعالیت | پایان فعالیت |
| ------------------ | ----------- | ------------ |
| تورج منصور         | ۱۳۶۰        | ۱۳۶۷         |
| منوچهر غروی        | ۱۳۶۷        | ۱۳۷۳         |
| بهرام شریعت        | ۱۳۷۳        | ۱۳۷۶         |
| سیف‌الله ابراهیمی   | ۱۳۷۶        | ۱۳۸۰         |
| احمد قلعه‌بانی      | ۱۳۸۰        | ۱۳۸۶         |
| مهرداد بذرپاش      | ۱۳۸۶        | ۱۳۸۸         |
| نعمت‌الله پوستین‌دوز | ۱۳۸۸        | ۱۳۹۱         |
| سعید مدنی          | ۱۳۹۱        | ۱۳۹۴         |
| مهدی جمالی         | ۱۳۹۴        | ۱۳۹۶         |
| محسن قاسمی جهرودی  | ۱۳۹۶        | ۱۳۹۷         |
| محمدرضا سروش       | ۱۳۹۷        | ۱۳۹۷         |
| سید جواد سلیمانی   | ۱۳۹۷        | ۱۴۰۰         |
| محمدعلی تیموری     | ۱۴۰۰        | ۱۴۰۲         |
| جواد توسلی‌مهر      | ۱۴۰۲        | ۱۴۰۳         |
| علی شیخ‌زاده        | ۱۴۰۳        | تاکنون       |

## شرکت‌های تابعه و کارخانه‌ها

شرکت سایپا در بزرگراه شهید لشکری

### زیرمجموعه‌های بورسی و غیر بورسی
| شرکت               | درصد مالکیت |
| ------------------ | ----------- |
| باشگاه ورزشی سایپا | ۱۰۰٪        |
| مگاموتور سایپا     | ۱۰۰٪        |
| مالیبل سایپا       | ۱۰۰٪        |
| سرمایه‌گذاری سایپا  | ۶۷٫۹۹٪      |
| سایپا شیشه         | ۶۷٫۴۱٪      |
| پلاسکو کار سایپا   | ۵۸٫۱۶٪      |
| کمک‌فنر ایندامین    | ۵۴٫۵۲٪      |
| سایپا آذین         | ۵۳٫۷۴٪      |
| سایپا سیتروئن      | ۵۰٪         |
| رایان سایپا        | ۴۹٫۵۴٪      |
| پارس خودرو         | ۴۱٫۵۴٪      |
| زامیاد             | ۳۸٫۶۰٪      |
| رادیاتور ایران     | ۱۸٫۰۱٪      |
| فنرسازی زر         | ۳٫۷۵٪       |
| سایپا دیزل         | ۰٫۰٪        |
| سایپا پرس          | ۸۰٪         |
| طیف سایپا          | ۹۹٪         |

### شرکت‌های زیرمجموعه
- ایران کاوه
- همراه خودرو سایپا با نام اختصاصی سی‌پارت
- پارس خودرو
- پلاسکو کار سایپا
- سایپا سیتروئن
- سازه گستر سایپا
- شرکت تولیدی موتور، گیربکس و اکسل سایپا (مگاموتور)
- مالیبل سایپا (تولید قطعات ریخته‌گری و آهنگری)
- لیزینگ رایان سایپا
- بیمه رایان سایپا
- تهیه و توزیع مواد ریخته‌گری و قطعات صنعتی ایران (سودیکو)
- سایپا پرس
- سایپا یدک
- مهندسی توسعه سایپا (سیکو)
- مهندسی بازرگانی خودرو سایپا (ستکو)
- امداد خودرو سایپا
- مرکز تحقیقات و نوآوری سایپا
- قالب‌های بزرگ صنعتی
- اروند خودرو
- ستاره سفیران آینده
- سایپا لجستیک
- توسعه صنایع خودرو ( ایدکو)
- سرمایه‌گذاری کارکنان سایپا
- شرکت بن‌رو
- شرکت رنگ و رزین طیف سایپا[۷۸][۷۹]
- سایپا شیشه
- خدمات فنی رنا
- تولید رینگ سایپا